# Fujarki (Chochołowe Skały)

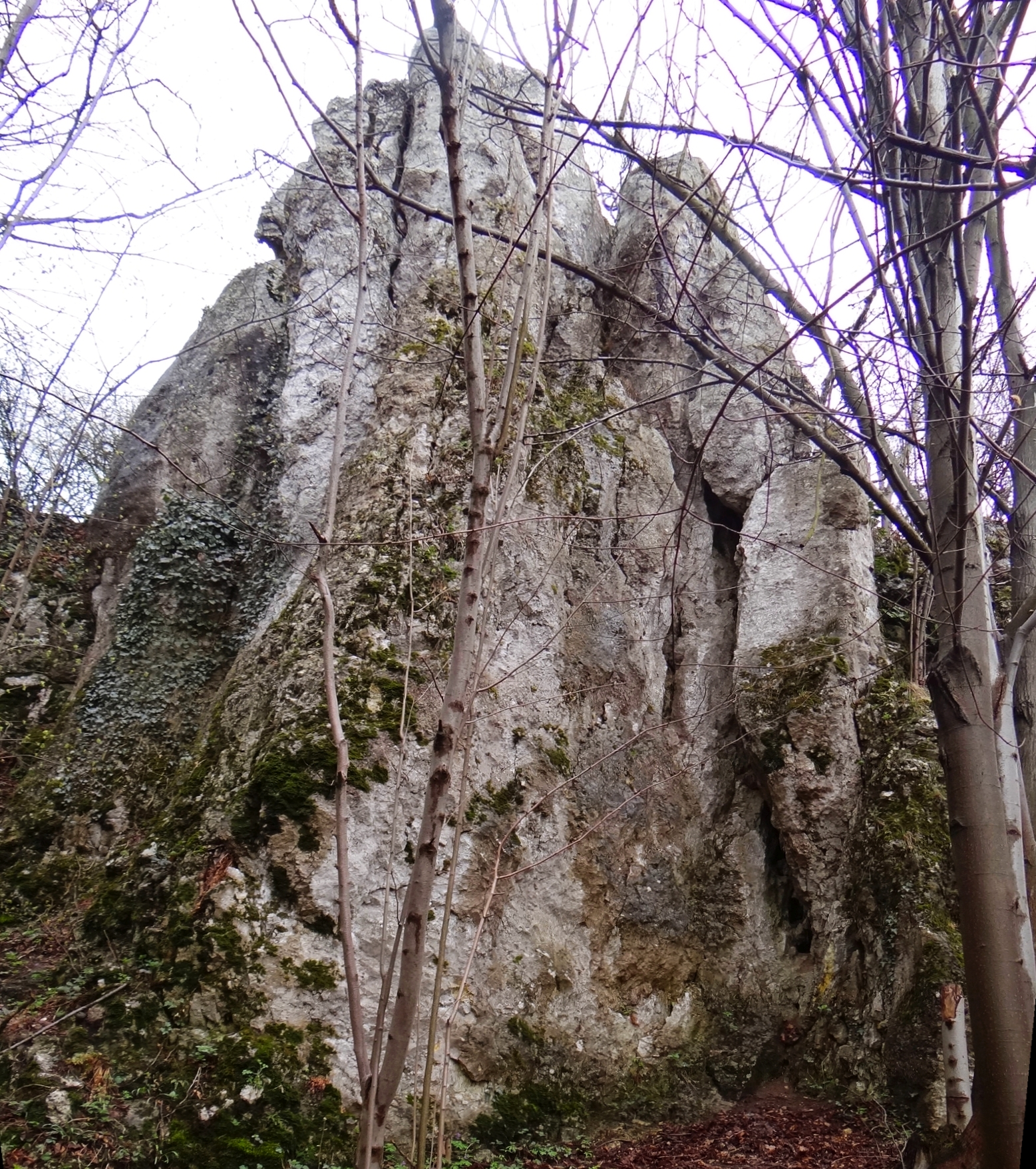
Fujarki

Fujarki – skały w grupie Chochołowych Skał w Dolinie Szklarki na Wyżynie Olkuskiej, we wsi Szklary w województwie małopolskim, w powiecie krakowskim, w gminie Jerzmanowice-Przeginia.
Szczyty Chochołowych Skał widoczne są ponad lasem z drogi prowadzącej przez Szklary. Fujarki to skały znajdujące się w północnej części Chochołowych Skał. Od dobrze rozpoznawalnej skały Krzyżowej (z krzyżem) oddziela je Graficzna Baszta i Omszała Turniczka. Zbudowane ze skalistych wapieni Fujarki mają wysokość około 10 m. Znajdują się w lesie i uprawiana jest na nich wspinaczka skalna.

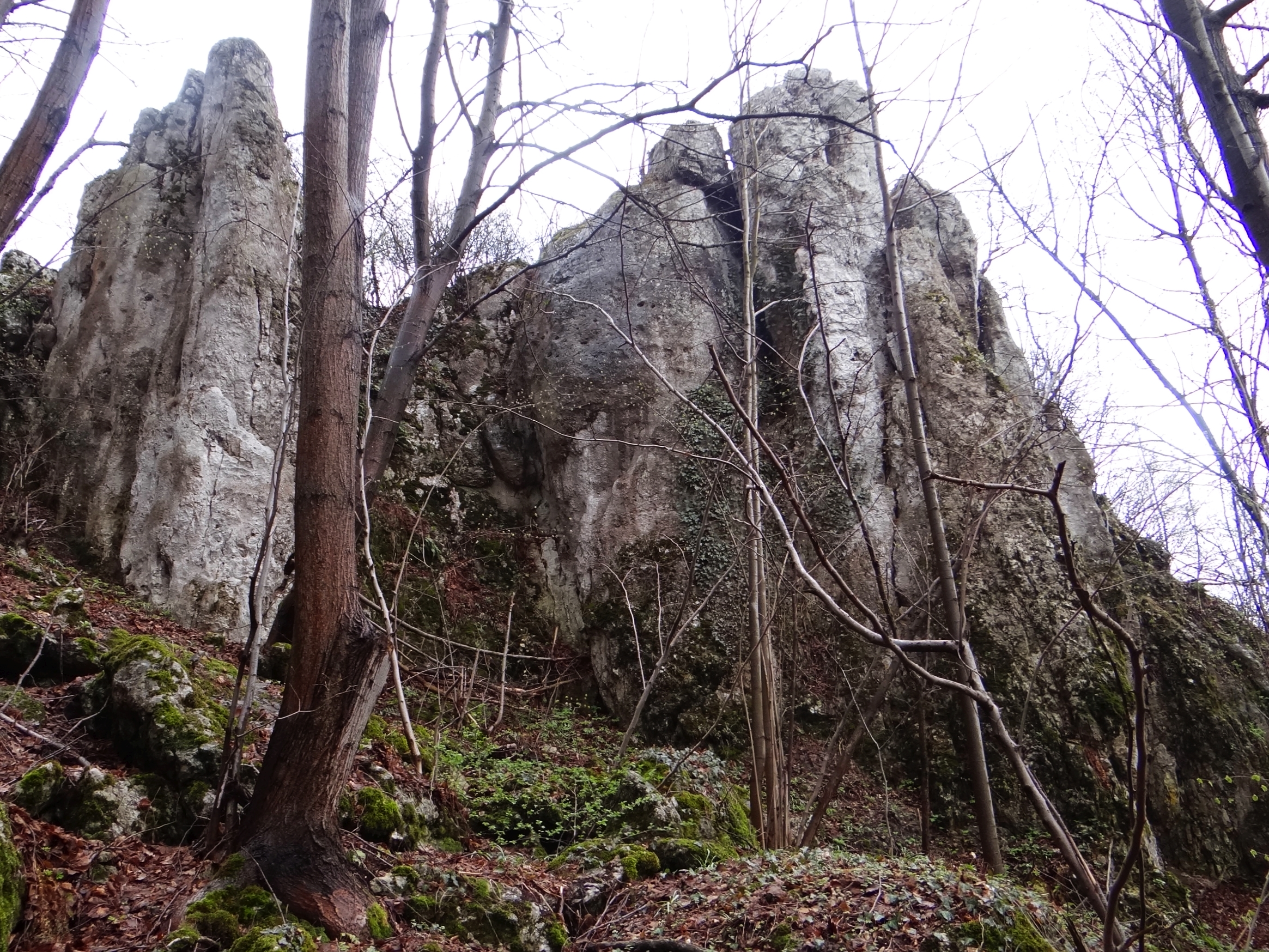
Omszała Turniczka i Fujarki

## Drogi wspinaczkowe
Na Fujarkach jest 7 dróg wspinaczkowych o trudności od III+ do VI.1 w skali krakowskiej. Cztery z nich mają zamontowane punkty asekuracyjne: 3–4 ringi (r) i stanowiska zjazdowe (st) lub dwa ringi zjazdowe (drz). Skały znajdują się na terenie prywatnym.

Fujarki I
1. PoCrack’a; III+, 11 m
2. Krótkie wspięcie; 3r + st, VI.1, 11 m
3. Siódmy krzyżyk KW Kraków; 4r + st, VI.1, 11 m
4. Siódmy komin; IV, 12 m
5. Złota jesień; 3r + drz, III+, 12 m

Fujarki II
1. Bratek; 5r + st, V, 12 m
2. Stokrotka; IV, 12 m[3].